# Лукулловы монеты
Лукулловы монеты или лукулловы деньги (др.-греч. Λευκόλλεα) — римские выпуски монет во время Первой Митридатовой войны на территории Пелопоннеса в период 86—84 годов до н. э. Данное название закрепилось из-за того, что чеканка этих монет велась под наблюдением Луция Лициния Лукулла.

## История
Весной 87 года до н. э. тридцатитысячная армия под командованием Луция Корнелия Суллы высадилась на западном побережье Греции в Эпире и начала наступление на Афины. Осада Афин продолжалась несколько месяцев. В этот период у римлян катастрофически не хватало денег, так как всё, что с большим трудом было собрано для этого похода, пришлось истратить ещё в Италии в связи с междоусобными конфликтами. Из-за этого приходилось рассчитывать только на конфискации у местного населения. Аппиан (Митрид. V.30) так описывает эти события: «Сулла, выбранный римлянами вождем для войны с Митридатом, только теперь переправился из Италии в Элладу с пятью легионами и несколькими манипулами и отрядами конницы и тотчас стал собирать в Этолии и Фессалии деньги, союзников и продовольствие; когда он решил, что всего этого у него достаточно, он направился в Аттику против Архелая».
Эти сокровища, конфискованные из храмов Зевса в Олимпии, Аполлона в Дельфах и Асклепия в Эпидавре, стали основой для чеканки монет хорошо знакомого для греков «нового афинского стиля» (стефанофоров), но они были легко различимы как продукт Суллы. Эти монеты являются последними «древними» серебряными монетами, чеканившимися в Афинах, они также напрямую связаны с историческими событиями и упоминаются в древней литературе.
Ещё один источник, Плутарх (Лукулл II.2), описывает, как Луций Лициний Лукулл, проквестор при Сулле, был назначен курировать чеканку монет в этой экспедиции: «Юношей, приняв участие в Марсийской войне, он (Лукулл) сумел неоднократно выказать свою отвагу и сметливость. За эти качества и ещё больше за постоянство и незлобивость Сулла приблизил его к себе и с самого начала постоянно доверял ему поручения особой важности; к их числу принадлежал, например, надзор за монетным делом. Во время Митридатовой войны большая часть монеты в Пелопоннесе чеканилась под наблюдением Лукулла и в честь его даже получила наименование „Лукулловой“. Ею оплачивались необходимые закупки для военных нужд, и она быстро разошлась, а после долго имела хождение».
Монетные выпуски Суллы в Афинах состояли в основном из серебряных тетрадрахм, значительно меньше было серебряных драхм, и ещё меньше бронзовых монет, которые сейчас встречается чрезвычайно редко.
Тетрадрахмы римлян имели основные черты монет «нового афинского стиля», которые в древние времена называли стефанофоры («венценосные») из-за того, что композиция, размещенная на реверсе, была окружена венком. Но на этом сходство между греческими и римскими тетрадрахмами заканчивается. Стиль монет Суллы несколько иной по сравнению со своими афинскими прообразами. Символы и многочисленные надписи, которыми так загромождён реверс Афинской монеты (также отсутствует характерная этническая надпись AΘE), заменены всего лишь двумя монограммами, а позднее двумя трофеями.